# Home Alone 4
Home Alone 4 o Home Alone 4: Taking Back the House (titulada Solo en casa 4 en España y Mi pobre angelito 4 en Hispanoamérica) es un telefilme dirigido por Rod Daniel y estrenado en el 2002.
Es la cuarta entrega de la saga de Home Alone (Solo en casa en España o Mi pobre angelito en Hispanoamérica). 
Esta película trae de vuelta a muchos de los personajes principales de las primeras dos películas. Sin embargo, todos fueron interpretados por distintos actores.

## Trama
Kate y Peter se han divorciado. Peter, el padre de Kevin, llega a la casa a hablar con Kate, el piensa que cuando salga el divorcio le pregunta a Kate si puede llevar a los niños unos días con Natalie, la madrastra de los niños. Los tres se niegan porque tenían otros planes. Kate se va por una reunión del trabajo y deja a Kevin y Buzz en la casa a cargo de las tareas, pero Buzz simplemente obligaba a Kevin a hacerlas. Cuando Kate llega, Kevin dice que le fue de lo peor quedarse con Buzz pero Kate no entiende y manda a Kevin a su cuarto para que piense las cosas. Fue cuando entonces a Kevin se le ocurre ir a la casa de Natalie.
Kevin llega a la casa de Natalie, cuando entonces ve a una camioneta cerca de allí, le parece familiar, pero no le dio importancia. Lo que no sabe es que en la camioneta estaban Marv y su esposa Vera que tenían pensado secuestrar a un príncipe que en pocos días iba a visitar a Natalie. Cuando Kevin ya está dentro de la casa, llama a la dulce Molly, la ama de llaves, y la que resulta ser la cómplice en la casa para secuestrar al príncipe para que prepare la habitación especial para Kevin y ordena a Prescot, el mayordomo que le de una llave a Kevin.
Al siguiente día, Molly le pregunta a Kevin que quiere para desayunar, Kevin se aproxima al gran árbol de Navidad cuando Natalie le pregunta a Kevin que si quisiera abrir un regalo, Peter afirma eso pero le dice que no abra el más grande, cuando se encuentra con un gran Jet de combate a control remoto, Peter y Natalie salen a algún lado y Kevin le pregunta a Prescot que si hace malteadas y le hace a Kevin una malteada de chocolate, después Kevin entra a la habitación de Prescot por accidente.
Después Kevin encuentra a Molly limpiando la casa, mucho después Marv y Vera entran a la casa con un control remoto, pero Kevin los saca inundando toda la casa, Peter se enoja con Kevin pero Natalie es comprensiva con Kevin, pero Kevin iba a probar de que entraron ladrones a la casa, así que entra por segunda vez a la habitación de Prescot, las cámaras no grabaron cuando los ladrones estaban en la casa cuando va Prescot y le dice que hacia allí, pero llega Molly y le dice a Prescot que será responsabilidad de ella. Kevin piensa que Prescot es el cómplice porque las cámaras estaban apagadas, porque no contestó sus llamadas y porque dijo que él estaba mintiendo, pero ni Molly le creía, Kevin se sintió frustrado porque nadie le creía, pero Peter decide animar a Kevin, diciéndole que armen el árbol de Navidad.
Al siguiente día Peter y Kevin van a ver el árbol y ven que el adornado del árbol ya no es el mismo, Kevin se entristece pero Peter intenta animarlo diciéndole que abra un regalo, allí se encuentra con un dispositivo de espía, Kevin se sintió muy feliz. En la noche Peter y Natalie fueron a recoger a la familia real del aeropuerto y los ladrones llegan a la casa como invitados cuando lo que quieren hacer es secuestrar al príncipe. Mientras tanto Natalie recibe la mala noticia de que se canceló el vuelo de la familia real y Natalie le pide a Peter que anuncien su matrimonio, Kevin encierra a Prescot cuando él estaba tratando de deshacerse de Kevin porque él dijo que ellos eran los ladrones pero él no le creía, Kevin encierra a Prescot en una bodega de panes después Kevin se entera de que querían capturar al príncipe. Al final los ladrones son atrapados gracias a Kevin, luego Peter y Kate se reconcilian y Prescott renuncia como mayordomo de Natalie.

## Reparto

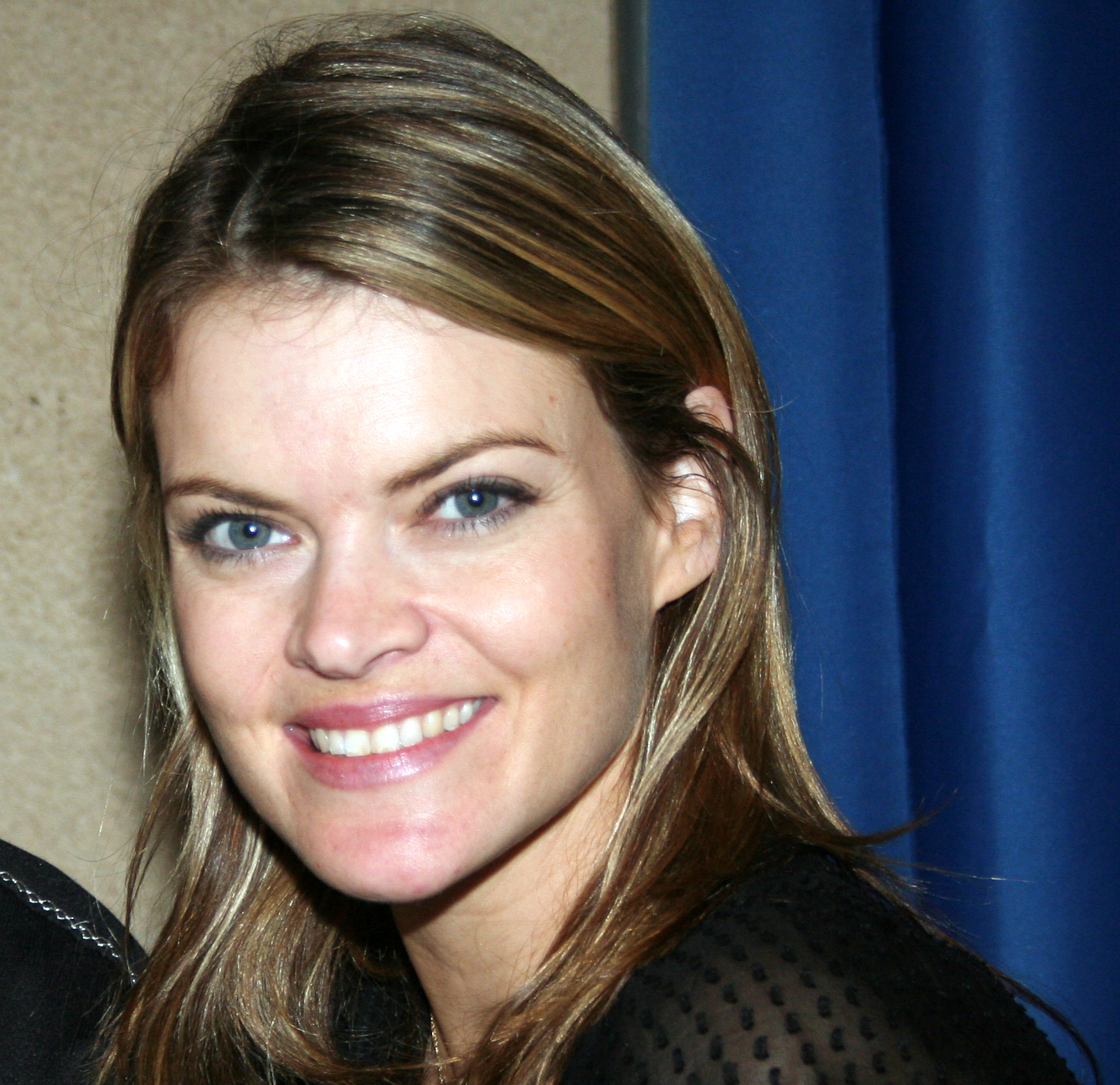
Missi Pyle interpretó a Vera

| Personaje         | Actor            | Doblaje mexicano       | Doblaje español     | Notas                           |
| ----------------- | ---------------- | ---------------------- | ------------------- | ------------------------------- |
| Kevin McCallister | Michael Weinberg | Claudio Velázquez      | Raúl Rojo           | Protagonista Principal          |
| Marv Merchants    | French Stewart   | Martín Soto            | Iñaki Crespo        | Antagonista Principal           |
| Vera              | Missi Pyle       | María Fernanda Morales | Concha López        | Antagonista Secundaria          |
| Prescott          | Erick Avari      | José Lavat             | Juan Antonio Gálvez | Protagonista Secundario         |
| Molly Merchants   | Barbara Babcock  | Magda Giner            | Paloma Escola       | Verdadera Antagonista Principal |
| Natalie           | Joanna Going     | Marina Huerta          | Ana Jiménez         | Protagonista Principal          |
| Peter McCallister | Jason Beghe      | José Luis Orozco       | José Luis Angulo    | Protagonista Principal          |
| Kate McCallister  | Clare Carey      | Rebeca Manríquez       | Mercedes Cepeda     | Protagonista Principal          |
| Buzz McCallister  | Gideon Jacobs    | Gabriel Ramos          | Adolfo Moreno       | Protagonista Secundario         |
| Megan McCallister | Chelsea Russo    | Gaby Ugarte            | Eva Bau             | Papel Secundario                |

## Curiosidades
En esta entrega aunque regresan los personajes principales omiten a 2 personajes hermanos de Kevin que son Jeff McCallister y Linnie McCallister
La apariencia de Marv es una clara referencia a manera de vestir de Joe Pesci en su papel de Harry Lyme en las 2 primeras entregas